# Miargyryt
Miargyryt – minerał klasy siarczków.

## Właściwości
Krystalizuje w układzie jednoskośnym. Wykształca kryształy grubotabliczkowe lub kostkowe. Spotykany w skupieniach promienistych lub zbitych. Najczęściej czarny lub szary z czerwonawą rysą. Posiada półmetaliczny połysk. Częstymi zanieczyszczeniami w strukturze są arsen i żelazo.

## Występowanie
Występuje w hydrotermalnych żyłach kruszców srebra, przede wszystkim w strefie cementacji. Towarzyszą mu pirargyryt, arsenopiryt, piryt, kasyteryt, kalcyt, argentyt, proustyt, kwarc oraz antymonit.

## Miejsce Występowania
- Kowary, Polska
- Freiberg, Niemcy
- Przybram, Czechy